# توماس بيركنز (رجل أعمال)
توماس بيركنز (بالإنجليزية: Thomas Perkins) هو شخصية أعمال أمريكي، ولد في 7 يناير 1932 في أوك بارك في الولايات المتحدة، وتوفي في 7 يونيو 2016 في تيبورون في الولايات المتحدة بسبب مرض.

## وصلات خارجية
- توماس بيركنز على موقع إن إن دي بي (الإنجليزية)